# Леб'яже (Первомайський район)
Леб'я́же (рос. Лебяжье) — село у складі Первомайського району Алтайського краю, Росія. Входить до складу Сєверної сільської ради.

## Населення
Населення — 257 осіб (2010; 265 у 2002).
Національний склад (станом на 2002 рік):
- росіяни — 90 %